# جيانفرانكو تشافيز
جيانفرانكو تشافيز (بالإسبانية: Gianfranco Chávez)‏ هو لاعب كرة قدم بيروفي في مركز الدفاع، ولد في 10 أغسطس 1998 في ليما في بيرو. لعب مع نادي سبورتينغ كريستال.

## وصلات خارجية
- جيانفرانكو تشافيز على موقع قاعدة بيانات كرة القدم.إي يو (الإنجليزية)
- جيانفرانكو تشافيز على موقع ناشيونال فوتبول تيمز (الإنجليزية)
- جيانفرانكو تشافيز على موقع Soccerway.com (الإنجليزية)